# Wertwiesenpark

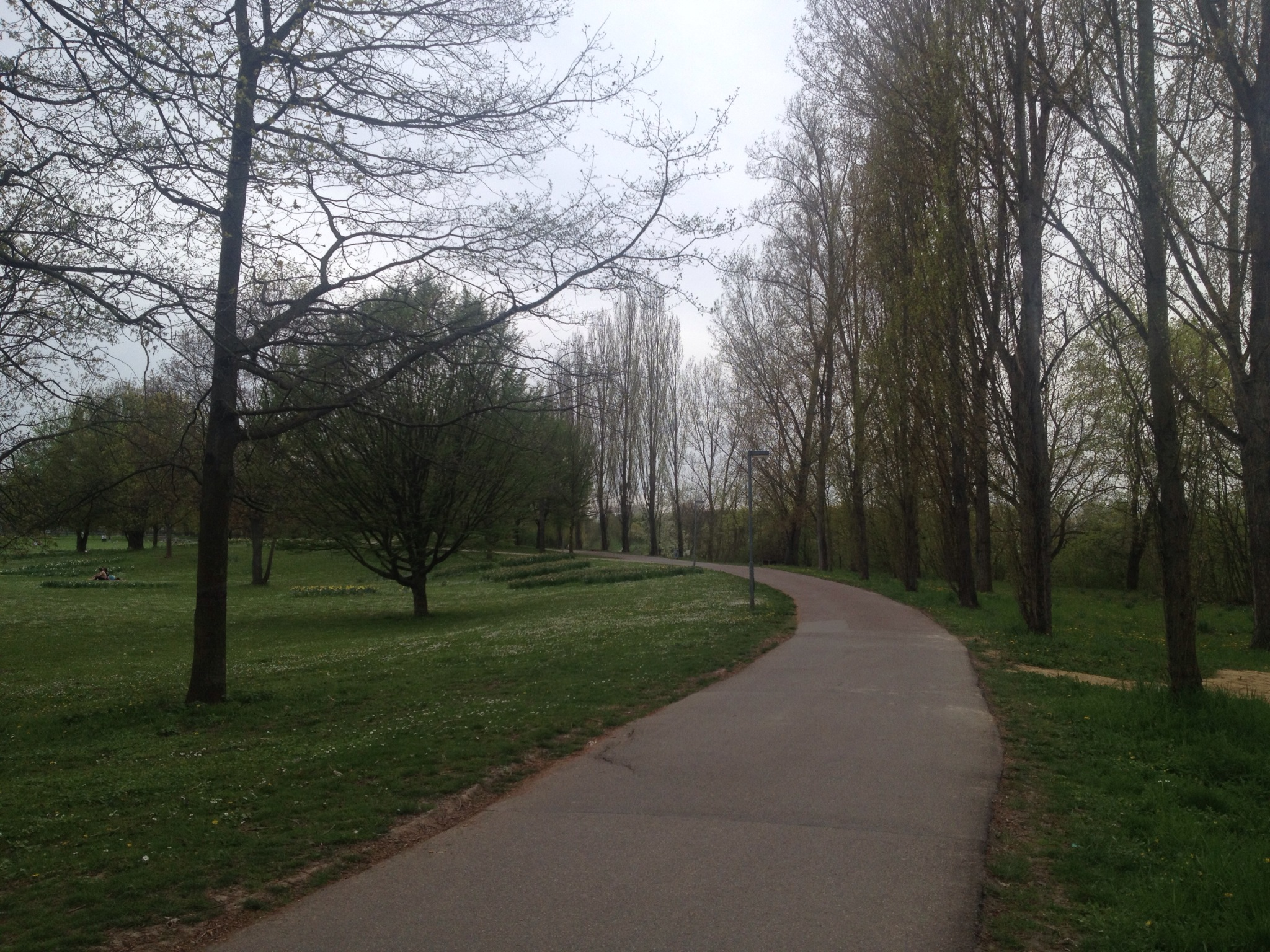
Wertwiesenpark in Heilbronn

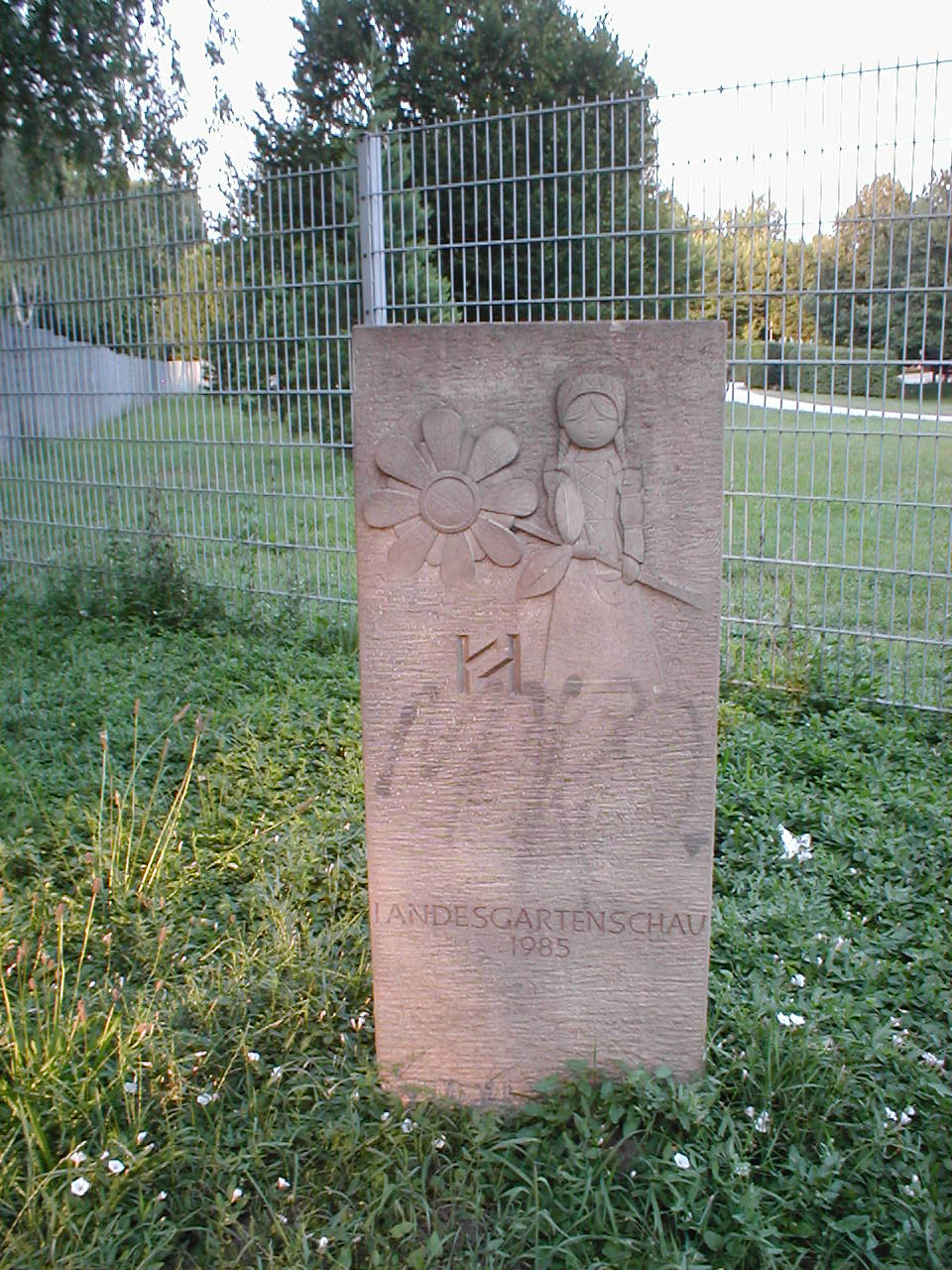
Ein Gedenkstein im Wertwiesenpark erinnert an die Landesgartenschau 1985

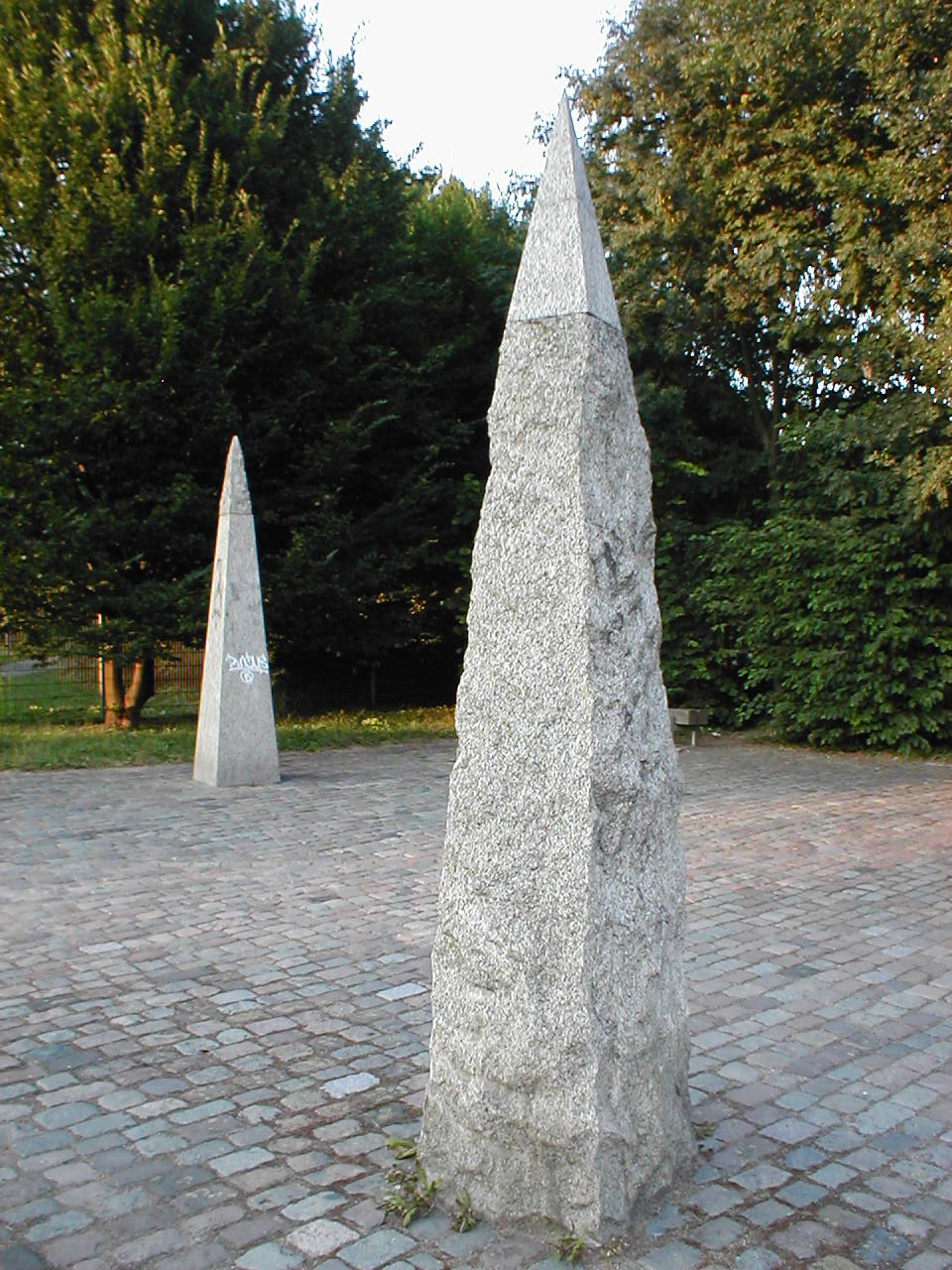
Skulptur Romea und Julio von Rolf Bodenseh im Wertwiesenpark

Der Wertwiesenpark ist ein 15 Hektar großer Park in Heilbronn zwischen der Kernstadt und dem Stadtteil Sontheim, auf dessen Gemarkung er sich befindet.

## Geschichte
Der Park wurde anlässlich der 1985 in Heilbronn ausgetragenen Landesgartenschau in Baden-Württemberg ab 1982 auf Acker- und Grabeland angelegt. Ziel der gestalterischen Maßnahmen war es, die Neckaraue als stadtnahe Grünfläche frei von Bebauung zu halten und mit der Anlage des Parks auch die umliegenden Stadtteile aufzuwerten. Die am 24. Mai 1985 eröffnete Gartenschau, die an 108 Tagen rund 1500 Einzelveranstaltungen aufwies und rund eine Million Besucher zählte, gilt als herausragendes Ereignis der 1980er Jahre in Heilbronn. Gemeinsam mit dem Gartenschaugelände entstand 1985 auf den Wertwiesen südlich des Parks auch ein Sportgelände mit zwei Rasenplätzen und einem Hartplatz, das an die Heilbronner Spielvereinigung 07 vermietet wurde.

## Beschreibung
Der Wertwiesenpark wird rege genutzt, weil der Park eine gute Anbindung an die Innenstadt hat und viele Freizeitmöglichkeiten bietet. Es gibt zwei große Spielwiesen und Wege zum Spazierengehen oder Joggen am Neckarufer. Für Kinder stehen drei Spielplätze zur Verfügung: zwei Spielplätze am südlichen und nördlichen Eingang und ein Wasserspielplatz. Für die Jugend gibt es eine Halfpipe, außerdem gibt es einen Festplatz mit Bühne am nördlichen Ausgang zur Neckarhalde. Im Nordwesten des Parks befinden sich ein Kiosk sowie eine Minigolf-Anlage. Nördlich an den Park schließt sich das von den Heilbronner Stadtwerken betriebene Freibad Neckarhalde an. Die Freiflächen von Park, Sportanlagen und Freibad bilden eine rund einen Kilometer lange Grünzone am rechten Neckarufer.
Für Botanik-Freunde gibt es eine Staudenwoge. Dies ist eine Staudenfläche mit ca. 13.000 Pflanzen. Auch der Duftgarten und der Gräsergarten sind zu bewundern, diese wurden 2004 mit dem Rosengarten angelegt.

## Skulpturen
Im Wertwiesenpark befinden sich mehrere moderne Skulpturen, die Steinskulptur Cosmic Connection I von Ottmar Mohring, die Stahlskulptur Heilbronner Stück von Bernd Hennig, der Turm von Jo Schöpfer sowie die zwei Obelisken Romea und Julio von Rolf Bodenseh. Alle Skulpturen sind im Gartenschaujahr 1985 entstanden. Zur Landesgartenschau präsentierte sich Heilbronn als Skulpturenstadt mit einer rund zwei Kilometer langen Skulpturenallee, die mit 74 Exponaten von der Innenstadt zum Gartenschaugelände führte. Ein Teil der aufgestellten oder während eines Bildhauersymposiums entstandenen Arbeiten wurde später von der Stadt Heilbronn aufgekauft.